# Fontana del Pisciarello
La Fontana del Pisciarello si trova a Scanno, in provincia dell'Aquila. È sita in Via Sant'Antonio, presso la chiesa di Sant'Antonio da Padova.
Nel XVIII secolo era un semplice abbeveratoio rurale, sito al di fuori delle mura urbane e nel 1787 quando fu trasformato in fontana monumentale fu inglobato nelle nuove mura, che nel 1837 fu restaurato il paramento murario, la copertura e le condutture furono sostituite, mentre nel 1862 il mascherone centrale fu sostituito. Nello stesso periodo vennero eseguiti dei lavori di risanamento della conduttura in cotto, e venne pavimentato in pietra il manto stradale antistante alla fontana.

La fontana, in pietra locale squadrata, ha un arco  sopra la cannella e sopra l'arcosolio un altorilievo di un ruminante (verosimilmente una capra) che, nel 1862, sostituì il precedente. L'acqua viene emessa da due gargolle, sorta di cannelle poste in mascheroni dalle figure bizzarre che sprigionano l'acqua dalle loro fauci e la immettono in due parallelepipedi. I due mascheroni, posti a fianco al nicchione ad arco hanno la loro plastica allo stesso tempo sia piatta che elaborata, il decoro antropomorfo si mescola a quello fitomorfo, la barba dei personaggi viene raffigurata come se fosse la corolla di un fiore, mentre le orecchie sembrano un ornamento tardo-settecentesco. I mascheroni risalgono alla seconda metà del Settecento. Il fastigio curvilineo dell'arco è in stile rococò. A sinistra vi è una nicchietta con un piccolo rosone in cui vi è una terza cannella detto localmente "beverino".
Sotto i due parallelepipedi la fontana consta di una vasca che raccoglie le acque prima di mandarle nel sistema fognario.
La fontana, in tempi remoti veniva utilizzata sia dalle persone, sia dagli animali.